# Емили Отъм
Емили Отъм (на английски: Emilie Autumn, от англ. Autumn – есен), е популярна американска певица, известна със своя театрален стил на представяне. Музикалният ѝ стил е от електропънк до готик, свири на цигулка и клавесин.

## Биография
На 15 години Емили постъпва в престижния музикален университет в Блумингтън, щата Индиана), но след 2 години е изгонена поради неприлично облекло. Когато се завръща в Лос Анджелис, Емили се интересува от музика от ранни периоди като Барок и Ренесанс, както и от рок, метъл и електронна музика. През този период подписва договор с продуценти, но го прекъсва заради статии, свързани с прекалената артистичност на изпълнителите. Тя издава самостоятелно класически албум.
Емили продулжава да усъвършенства вокалните си умения и, след като се мести в Чикаго, основава своя продуцентска компания (Traitor Records). Издава класически албум с цигуларски изпълнения, наречен „В деня...“ (On a day…), познат и като Вълшебство (''Enchant''), в който съчетава по уникален начин готическа и модерна музика.
Емили е успешен и активен изпълнител, който е идол на много хора и през 2003 печели голяма популярност. Тогава тя се запознава с вокалистката на Hole, Кортни Лав, която я завежда във Франция, където работят по дебютния ѝ солов албум, „Любимата на америка“ (America's Sweetheart). Тогава Емили прави турнета с Кортни като част от женската група The Chelsea, с която се появява във „Вечерно шоу“ и „Късното шоу на Дейвид Летеман“. Кортни запознава Емили с Били Корган. Когато турнетата на „Челси" са спрени заради многократните юродически спорове на Лав, Емили се връща в Чикаго и започва да работи с Колгън. Песента „DIA“ от соловия ѝ албум „Бъдещата прегръдка“ (TheFutureEmbrace) показва нейния талант като цигулар и беквокал. На 23 декември 2004 Емили се предстаня в известно сутрешно чикагско шоу заедно с Корган и Денис де Янг. Продължава да работи с Корган до пролетта на 2005. Като част от нейната „пънкарска“ продуцентска компания, тя прави моделите на костюните за филма „Ходеща сянка“ („Walking Shade“) през март 2005. Скоро след това тя прекратява работата си с WillowTech House.
Емили продължава работата по албума си през септември 2005. Той съдържа песни с лирически текстове и по-твърда музика. Тя започва записването на „Opheliac“ в Чикаго, в „Мад вилиън студиос“. Нейните нови пачета са по-тежки и агресивни, но не губят връзката си с предишните. Те съдържат индустриална жилка, силни вокали и найната запазена марка – цигулката, като по този начин налага нов, индустриален стил – нейните песни са главно продукт, а не творчески творби. През 2005 тя започва да работи с група, която се състои от челистката Lady Joo Hee и друг вокал. На 18 август 2006 Емили обявява, че ще издаде двоен диск, който ще е подобрено издание на албума ѝ Opheliac, с прибавени бележки, допълнителни снимки, поезия и др.
Емили и Блъди Кръмпетс (Bloody Crumpets) представят нови материали на 12 януари 2006, последвани от концерт на 13 януари. Малко по-късно се издава албум само за фенове, който е самостоятелно продуциран.
Емили записва нов албум с име Laced/Unlaced. Той излиза на 30 март 2007.

## Дискография

### Албуми
- On A Day... – (2000)
- Chambermaid EP – (2002)
- Enchant – (2003)
- Opheliac EP – (2006)
- Opheliac – (2006)
- Liar/Dead Is The New Alive EP – (2007)
- Laced/Unlaced – (2007)
- 4 O'clock EP – (2008)

### Сингли
- By The Sword – (2003)

### Специални издания
- Opheliac (Digipak double disc edition)